# Skylax
Skylax (altgriechisch Σκύλαξ Skýlax) war ein antiker griechischer Geograph aus Karyanda in Karien, der im späten 6. Jahrhundert v. Chr. lebte.

## Leben
Über Skylax sind nur wenige Informationen vorhanden. Sein Name ist möglicherweise karischen Ursprungs. Skylax nahm an einer im Auftrag des persischen Großkönigs Dareios I. zustande gekommenen Entdeckungsreise teil. Der Zeitpunkt dieser Reise ist nicht genau bekannt. In der Forschung wird ein Zeitraum von 519 bis 516 v. Chr. erwogen; jedenfalls fand sie vor 514 v. Chr. statt, als Dareios seinen Skythenfeldzug unternahm.
Die Reise sollte vermutlich der Aufklärung für mögliche spätere militärische Operationen der Perser in diesem Raum dienen. Wie viele Personen an der Expedition teilnahmen und welche Rolle Skylax genau spielte, ist unbekannt; vermutlich agierte er als Navigator. Er könnte aber auch Kapitän gewesen sein: Herodot erwähnt einen Schiffskapitän Skylax von Myndos (Myndos lag nicht weit von Karyanda), der ein Freund des Aristagoras war und von dem Perser Megabates misshandelt wurde.
Skylax reiste von der Mündung des Indus oder des Ganges, wo offenbar die Schiffe auch gebaut wurden, um die arabische Halbinsel herum bis ins Rote Meer (in der Antike häufig „Arabischer Meerbusen“ genannt) und weiter nach Ägypten bis zur Landenge von Suez. Die Reise umfasste eine Dauer von 30 Monaten.
Die Ergebnisse seiner Reise fasste Skylax in einem Periplus zusammen. Das Werk ist heute verloren, es wurde jedoch von Herodot und Hekataios benutzt. Eine Abhandlung des Skylax über Herakleides von Mylasa ist ebenfalls verloren.

## Pseudo-Skylax
Der unter Skylax’ Namen erhaltene Periplus des Mittelmeers stammt nicht von ihm, sondern wurde erst in der Zeit zwischen 400 und 360 v. Chr. verfasst.

## Ausgaben
- Felix Jacoby: Die Fragmente der griechischen Historiker (Nr. 709). Brill, Leiden 2005, ISBN 978-90-04-14392-0 (1 CD-ROM, Nachdruck der Ausgabe Berlin 1923 ff.).
- Brill’s New Jacoby. Nr. 709 (mit englischer Übersetzung und Kommentar von Philip Kaplan)